# Oyedaea camargoana
Oyedaea camargoana là một loài thực vật có hoa trong họ Cúc. Loài này được (S.Díaz) S.Díaz mô tả khoa học đầu tiên năm 1997.